# Eusarca pandarica
Eusarca pandarica là một loài bướm đêm trong họ Geometridae.